# Chaetura andrei
El vencejo de tormenta (Chaetura andrei) es una especie de ave apodiforme de la familia Apodidae endémica del norte y centro de Venezuela. Algunos autores lo consideran una subespecie del vencejo de Vaux (Chaetura vauxi).

## Taxonomía
La taxonomía de esta ave aún permanece incierta. En el pasado se la consideró conespecífica con Chaetura meridionalis, que es de mayor tamaño y está más extendido, pero en 1997 Marín descubrió que este último estaba más próximo al vencejo de chimenea (Chaetura pelagica). Marín propuso que el vencejo de tormenta era idéntico a Chaetura vauxi de la subespecies aphanes. Según esta opinión, andrei (con aphanes como sinónimo) sería una subespecie del vencejo de Vaux. Sin embargo Restall et al. (2006) están en desacuerdo con esta opinión y los consideran especies separadas porque aunque tengan un aspecto virtualmente idéntico difieren notablemente en su comportamiento y preferencias de hábitat, mientras que el vencejo de tormenta prefiere zonas bajas de bosques de ribera los vencejo de Vaux de la subespecie aphanes prefieren las pendientes montañosas.